# ロッシ・レジデンシャル
ロッシ・レジデンシャル（Rossi Residencial S.A.）は、ブラジル・サンパウロに本社を置く建設会社、不動産販売会社である。
ロッシは不動産の開発を行っており、56以上のブラジルの都市で事業を展開している。カンピーナス、ポルト・アレグレ、リオデジャネイロ、ベロオリゾンテなどブラジルの主要都市に支社を置く。
ロッシが不動産を開発する際には、すべての段階で参画している。プロジェクトを開始する際には、土地の探索、不動産の建設、販売すべてを1社で行う。
ロッシは1913年に創業したロッシ・グループの不動産部門として出発している。現在の社長は創業から数えて4代目の世代に相当する。
ロッシはサンパウロ証券取引所に上場している。